# Cayuta
Cayuta es un pueblo ubicado en el condado de Schuyler en el estado estadounidense de Nueva York. En el año 2000 tenía una población de 545 habitantes y una densidad poblacional de 10 personas por km².

## Geografía
Cayuta se encuentra ubicado en las coordenadas 42°16′36″N 76°40′8″O / 42.27667, -76.66889.

## Demografía
Según la Oficina del Censo en 2000 los ingresos medios por hogar en la localidad eran de $32,768, y los ingresos medios por familia eran $35,313. Los hombres tenían unos ingresos medios de $27,857 frente a los $21,250 para las mujeres. La renta per cápita para la localidad era de $18,419. Alrededor del 6.2% de la población estaban por debajo del umbral de pobreza.